# Frank Wels
Frank Wels (né le 21 février 1909 à Ede et mort le 16 février 1982 à Gorinchem) était un joueur de football international néerlandais.

## Biographie
Durant sa carrière de club, Wels le petit gabarit évolue dans le club du GVV Unitas à Gorinchem dans années 1920 jusque dans les années 1940.
Il fait ses débuts en international avec l'équipe des Pays-Bas de football en 1931 lors d'une victoire 2-0 contre le Danemark. Il est sélectionné par l'entraîneur anglais Bob Glendenning pour participer à la coupe du monde 1934 en Italie et 1938 en France. 
À la fin de sa carrière, il tient un café dans la ville de Gorinchem.